# Juárez (Chiapas)

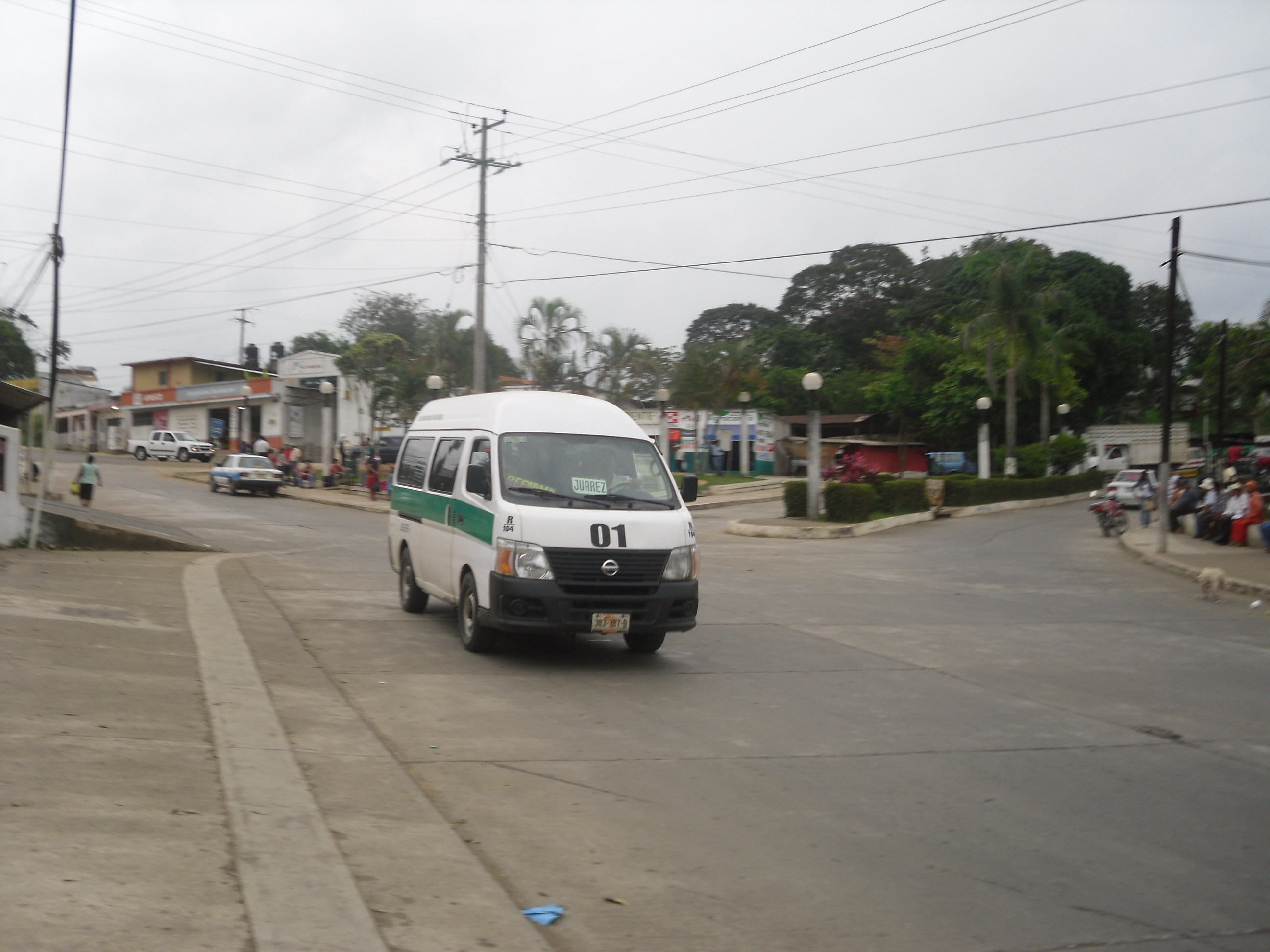
Juárez, Chiapas

Juárez è un comune messicano, nello stato del Chiapas. Conta 21 087 abitanti, secondo le stime del censimento del 2020.
Dal 1983, in seguito alla divisione del Sistema de Planeación, è ubicata nella regione economica V: NORTE.